# Айзек Гейз
Айзек Гейз (англ. Isaac Lee Hayes, Jr.; 20 серпня 1942, Ковінгтон , Теннессі, США — 10 серпня 2008 Мемфіс, Теннессі, США) — вокаліст, клавішник, саксофоніст, композитор, автор текстів, продюсер, актор.

## Біографія
Опанувавши з дитинства фортепіано, Гейз на початку своєї кар'єри виступав у різних клубах Мемфіса, граючи на піаніно та органі. Трохи пізніше він керував такими гуртами, як Sir Isaac & The Doo-Dads, The Teen Tones та Sir Calvin & His Swinging Cats, записуючи з ними дещо примітивні сингли. Однак 1964 року після спільних виступів з гуртом Mar-Keys на нього звернула увагу лідируюча тоді на соул-ринку фірма «Stax Records», яка запропонувала йому місце студійного музиканта.
Через деякий час познайомившись з автором текстів Девідом Портером, Гейз організував з ним творчу спілку, яка почала постачати хіти таким виконавцям, як Sam & Dave («Hold On I'm Comin», «Soul Man», «When Something Is Wrong With My Baby»), Карла Томас («B-A-B-Y», «Let Me Be Good To You») та Джонні Тейлор («I Had A Dream», «I Got To Love Somebody's Baby»). Проте Гейз хотів продовжувати кар'єру виконавця, тому 1967 року з'явився його дебютний альбом «Presenting Isaac Hayes». Наступна платівка-лонгплей «Hot Buttered Soul», що вийшла 1969 року, принесла автору справжній успіх, як артистичний, так і комерційний, завдяки його власному соул-стилю, де чуттєві монологи були поєднані з вишуканим оркестровим акомпанементом.
Не останню роль у популярності Гейза зіграв його зовнішній вигляд — оголена голова та золотий медальйон, від чого дуже віддавало містикою. Однак наступні альбоми «The Issac Hayes Movement», «To Be Continued» та «Black Moses» виявилися артистично менш вдалими за попередній і більш були схожі на самопародію.
Проте 1971 року з'явилась звукова доріжка «Shaft» до однойменного фільму Гордона Паркса, оцінена багатьма як найкраща робота Гейза. Заглавна тема з цієї платівки стала міжнародним хітом, а високий рівень цієї пісні підтвердила її повторна поява 1985 року в британському «Тор-20» у виконанні Eddy & The Soul Boys. Після успіху цього саундтреку Айзек сам знявся у кількох фільмах, спочатку 1973 року в «Tough Guys», a 1974-го у «Truck Turner», однак великої зацікавленості його гра не викликала.
1975 року Гейз залишив фірму «Stax», побічно намагаючись відстояти свої авторські права, і утворив власну фірму «Hot Buttered Soul». Проте через рік він оголосив про банкрутство власної фірми і уклав угоду з фірмою «Polydor», де продовжив записувати свої альбоми. 1981 року Айзек зробив п'ятирічну перерву, після якої 1986 року з'явився з піснею «Ike's Rap», що потрапила до американського «R & В Тор-10».
1995 року Гейз, відчувши себе прабатьком стилю хіп-хоп, випустив два чергових альбоми — вокальний «Branded» та інструментальний «Raw & Refined».

## Дискографія
- 1968: Presenting Isaac Hayes
- 1969: Hot Buttered Soul
- 1970: Enterprise
- 1970: The Issac Hayes Movement
- 1970: To Be Continued
- 1971: Shaft
- 1971: Black Moses
- 1973: Live At The Sahara Tahoe
- 1973: Joy
- 1974: Tough Guys
- 1974: Truck Turner
- 1974: Double Dynamite
- 1975: Chocolate Chip
- 1975: Use Me
- 1975: Disco Connection
- 1976: Groove — A — Thon
- 1976: Juicy Fruit
- 1977: A Man & A Woman (разом з Діонн Уорвік)
- 1977: New Horizon
- 1978: Memphis Movement
- 1978: Hot Bed
- 1978: The Isaac Hayes Chronicle
- 1978: For The Sake Of Love
- 1979: Don't Let Go
- 1979: Royal Rappin's (разом з Міллі Джексон)
- 1980: Enterprise — His Greatest Hits
- 1980: & Once Again
- 1980: Light My Fire
- 1981: Lifetime Thing
- 1986: U-Turn
- 1986: Best Of Isaac Hayes. Vol.1
- 1986: Best Of Isaac Hayes. Vol.2
- 1988: Love Attack
- 1988: Isaac's Moods
- 1990: His Greatest Hits
- 1991: Greatest Hit Singles
- 1993: Three Tough Guys Aruck Turner
- 1993: Double Feature
- 1995: Branded
- 1995: Raw & Refined
- 1995: Greatest Hits
- 1995: Collection
- 1996: Best Of Polydor Years

## Фільмографія
- 1981 — Втеча з Нью-Йорка / Escape from New York
- 1988 — Я дістану тебе, покидьку / I'm Gonna Git You Sucka
- 1992 — Остаточний вирок / Final Judgement
- 1994 — Це могло трапитися з вами / It Could Happen to You
- 1994 — Облівіон / Oblivion
- 1995 — Чарівний острів / Magic Island
- 1996 — Облівіон 2: Відсіч / Oblivion 2: Backlash
- 1996 — Дядя Сем / Uncle Sam
- 1996 — Втеча з Лос-Анджелеса / Escape from L.A.
- 2000 — Азартні ігри / Reindeer Games
- 2004 — Люди-динозаври / Anonymous Rex
- 2005 — Метушня і рух / Hustle & Flow
- 2008 — Смертельний удар / Kill Switch